# 1st Maryland Infantry, CSA
Le 1st Maryland Infantry, CSA est un régiment de l'armée confédérée, formée peu de temps après le début de la guerre de Sécession, en avril 1861. L'unité est composée de volontaires du Maryland qui, malgré le maintien de leur État d'origine dans l'Union pendant la guerre, choisissent plutôt de combattre pour la Confédération. Le régiment participe aux combats lors de la première bataille de Bull Run, de la campagne de la vallée de la Shenandoah, et au cours de la campagne de la Péninsule. Il est libéré du service, en août 1862, sa durée initiale de service ayant expiré. Beaucoup de ses membres, incapables ou ne voulant pas retourner dans le Maryland occupé par l'Union, rejoignent un nouveau régiment, le 2nd Maryland Infantry, CSA, qui est formé à sa place.

## Histoire

### Émeutes de Baltimore en avril 1861
Après le bombardement du fort Sumter du 12 au 14 avril 1861, le président Lincoln appelle les États à envoyer des troupes pour préserver l'Union. Le 19 avril, les sympathisants sudistes de Baltimore attaquent les troupes de l'Union passant par chemin de fer, provoquant ce qui est sans doute les premières victimes de la guerre de Sécession. Le major général George H. Steuart, commandant la milice de l'État du Maryland, et la plupart de ses officiers supérieurs sont fortement sympathisants de la Confédération. Il ordonne à la milice, à son tour, de s'armer et de se mettre en uniforme, pour repousser les soldats fédéraux. Connaissant peut-être ces sympathies, et que l'opinion publique à Baltimore est divisée, le gouverneur Thomas Holliday Hicks ne donne pas d'ordre à la milice.

### Se joindre à la Confédération

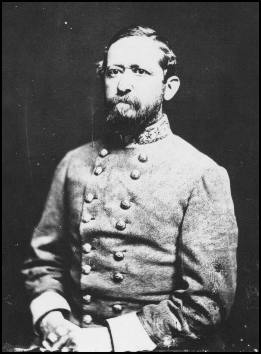
Arnold Elzey, colonel du régiment, promu par le président Jefferson Davis brigadier général après la première bataille de Bull Run.

Au début de l'été de 1861, plusieurs milliers de Marylanders traversent le fleuve Potomac pour se joindre à l'armée confédérés. La plupart des hommes s'enrôlent dans les régiments de la Virginie ou des Carolines, mais six compagnies de Marylanders se forment à Harpers Ferry, dans un bataillon du Maryland. Les membres de l'ancienne unité de volontaire de la milice, le bataillon de la garde du Maryland, initialement formé à Baltimore, en 1859 se retrouvent parmi eux.
Le capitaine Bradley T. Johnson, commandant de la compagnie A., refuse l'offre de Virginians de rejoindre un régiment de Virginie, insistant sur le fait que le Maryland doit être représenté de manière indépendante dans l'armée confédérée. Lorsque le régiment est organisé le premier commandant est le colonel Francis J. Thomas, diplômé de West Point, de la promotion 1844. Son choix en tant que commandant est vertement contesté par plusieurs commandants de compagnie, et le 8 juin, il est relevé de son commandement. Il est convenu qu'Arnold Elzey, un officier de carrière plus expérimenté du Maryland, prenne le commandement. Son officier en second est le Marylander George H. Steuart, qui sera plus tard connu comme « Maryland Steuart » pour le distinguer de son collègue de cavalerie collègue JEB Stuart plus célèbre.
Le 1st Maryland Infantry est officiellement formé le 16 juin 1861, et, le 25 juin, deux nouvelles compagnies rejoignent le régiment à Winchester. Sa durée initiale de service est de douze mois.

## Guerre de Sécession
En juin 1861, le général Johnston évacue Harper's Ferry, et le 1st Maryland reçoit l'ordre de l'aider à détruire son arsenal d'armes.

### Première bataille de Bull Run (Manassas)
Lors de la première bataille de Bull Run, aussi connu comme la première bataille de Manassas, le 21 juillet 1861, le 1st Maryland est regroupé avec le 13th Virginie Infantry, le 10th Virginiea Infantry et le 3rd Tennessee Infantry pour former la quatrième brigade, commandée par le brigadier général E. Kirby Smith. Les hommes de Smith sont en retard en arrivant à la bataille et s'approchent sur la gauche confédérée, près de Chinn Ridge. La bataille prend un mauvais départ lorsqu'Elzey est obligé de prendre temporairement le commandement de la brigade, alors que le général Smith est abattu sur son cheval et blessé par les tirs ennemis. Cependant, Elzey parvient à mettre ses hommes en ligne en face du flanc de l'armée fédérale, la brigade commandée par le général Oliver O. Howard. Ses hommes avancent à l'orée d'un bois, sans être détectés par l'armée de l'Union et ouvrent le feu, après quoi ils chargent à découvert la position de l'Union. Bientôt, ils sont rejoints par le colonel Jubal A. Early sur le flanc gauche confédéré, et peu de temps après la ligne d'Howard commence à se désintégrer. Alors que les forces fédérales fuient, le général Beauregard félicite Elzey, le félicitant comme « le Blucher de la journée ».
Après la bataille, Elzey est promu au commandement de la brigade, et le colonel George H. Steuart reçoit le commandement du 1st Maryland Infantry. Le commandant Bradley Johnson est nommé commandant en second.
Au cours de l'hiver 1861-2 le régiment est cantonné à Centerville. En avril 1862, il revient sur la rivière Rappahannock, et affecté au commandement du général Richard S. Ewell, à la suite de quoi le régiment rejoint le général "Stonewall" Jackson dans la vallée de la Shenandoah, le rentrouvanti à Luray, en Virginie. À ce stade, une tentative infructueuse est faite pour former une « ligne du Maryland » dans l'armée des États confédérés, unifiant toutes les unités du Maryland sous un seul commandement.

### De la formation et de la discipline

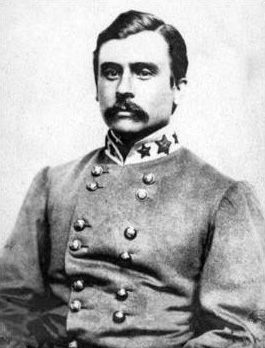
Lieutenant colonel George H. "Maryland" Steuart, un adepte strict de la discipline.

Sous le commandement de Steuart, le régiment est entraîné sans relâche. Steuart commence rapidement à acquérir une réputation d'être d'une discipline stricte, gagnant finalement l'admiration de ses hommes, bien qu'initialement impopulaire. Steuart est censé avoir ordonné à ses hommes de balayer la saleté sans feuille à l'intérieur de leurs bivouacs et, un peu plus excentrique, a tendance à se faufiler à travers les lignes de sentinelles, afin de tester leur vigilance. À une occasion, ce plan s'est retourné contre lui, lorsque Steuart est bastonné et roué de coups par une sentinelle qui a plus tard affirmé ne pas avoir reconnu le général. Finalement, néanmoins, le « système rigide de discipline [de Steuart] aboutit tranquillement et rapidement à la bonne condition et au moral de ce splendide commandement ». Selon le commandant W W Goldsborough, qui a servi sous les ordres de Steuart à Gettysburg : « ...ce n'était pas seulement son amour pour une camp propre, mais un désir de promouvoir la santé et le confort de ses hommes qui l'ont rendu inflexible dans le respect des règles sanitaires. Vous pouviez l'influencer pour certaines choses, mais jamais à propos de cela ». George Wilson Booth, un jeune officier du commandement de Steuart à Harper's Ferry en 1861, rappelle dans ses mémoires : « Le régiment, sous sa main de fer, a rapidement fait la preuve de qualités martiales qui en ont fait la fierté de l'armée et placé la renommée du Maryland au tout premier plan des États du Sud ».

### Campagne de la Shenandoah et terme de la durée de service du régiment

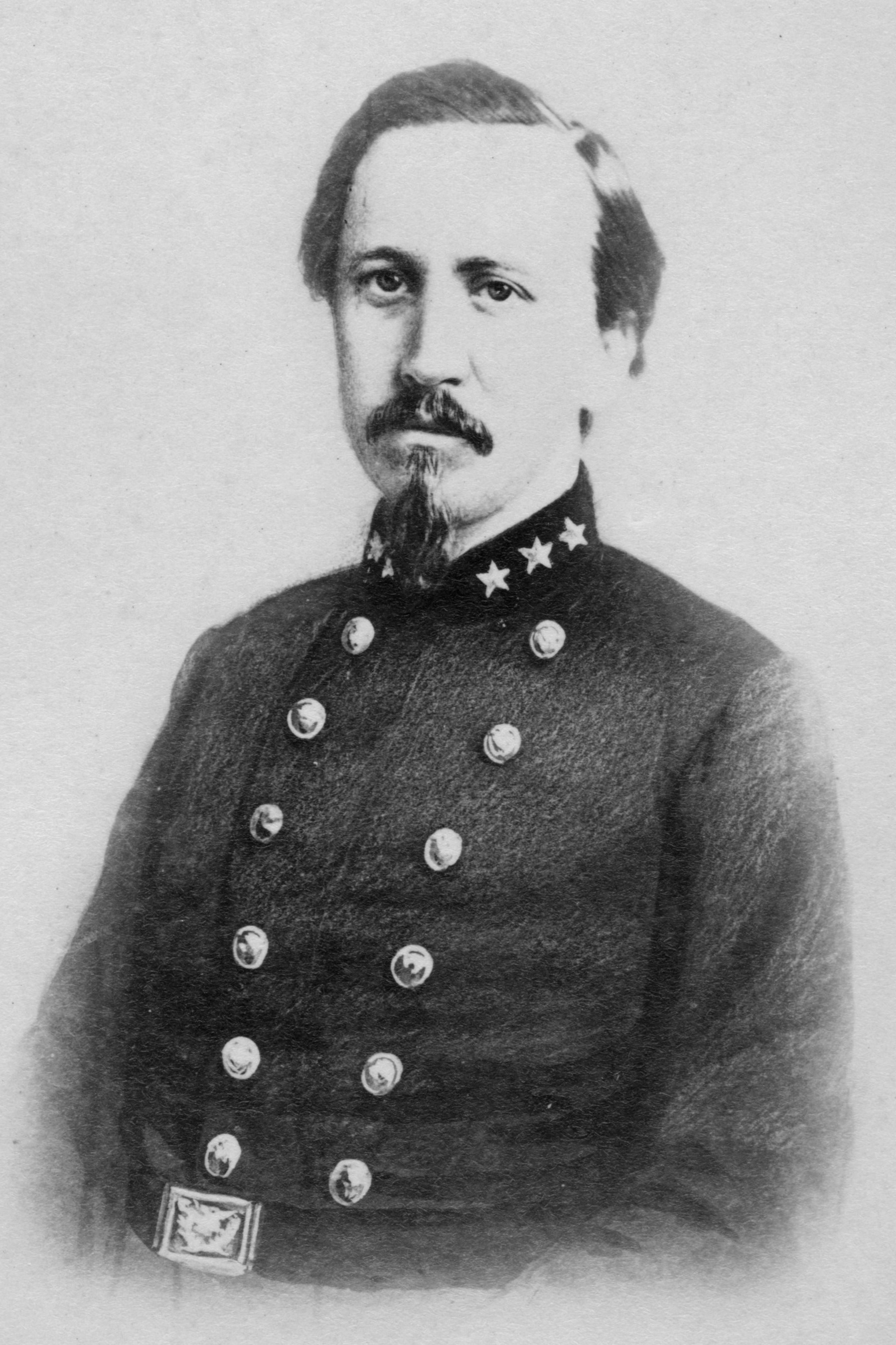
Le colonel Bradley T. Johnson, le commandant du 1st Maryland, et « l'un des plus beaux hommes » du régiment.

Le 17 mai, la période initiale de 12 mois de la durée de service de la compagnie C expire, et les hommes commencé à réclamer leur libération immédiate. À ce moment, Steuart est promu brigadier général, affecté à la tâche de former la ligne du Maryland (en), et le colonel Bradley Tyler Johnson est affecté au commandement du régiment. Johnson s'accorde avec réticence par les hommes, mais ne peut pas dissoudre le régiment en entier au milieu de la campagne, et le mécontentement commence à se répandre. Le 22 mai, à la veille de la bataille de Front Royal, le mécontentement débouche sur une mutinerie. Steuart et Johnson discutent en vain avec les hommes, bien que la nouvelle de la rébellion n'est pas transmise au général Jackson. Quand il reçoit des ordres pour engager l'ennemi, Johnson s'adresse à ses soldats :

« Vous avez entendu l'ordre, et je dois l'avouer, sont dans une jolie condition pour y obéir. Je vais devoir le retourner avec l'approbation vers l'arrière que « le First Maryland refuse de rencontrer l'ennemi », malgré la réception des ordres donnés par le général Jackson. Avant ce jour, j'étais fier de m'appeler Marylander, mais maintenant, Dieu le sait, je préfère être connu comme de n'importe où ailleurs. Honte à vous d'apporter cette stigmatisation du beau nom de votre état natal - pour être pointer du doigt du mépris à ceux qui vous en ont confié la garde de leur confiance la plus sacré - leur sens de l'honneur et de l'ancien État glorieux. Marylanders vous vous appelez - profane pas encore ce nom sanctifié, car ce n'est pas le vôtre. Quel Marylander n'a jamais jeté ses armes et déserté ses couleurs en présence de l'ennemi, et ces armes, et ces couleurs aussi, placées dans vos mains par une femme ? Jamais auparavant une seule tache n'a défiguré son histoire honorée. Serait-il possible de concevoir un crime plus atroce, un scandale de plus damnable ? Rentrez à la maison et  publiez au monde votre infamie. Vantez-vous de cela quand vous rencontrerez vos pères et mères, frères, sœurs et amis. Dites-leur que c'est vous qui, lorsque vous être retrouvé face à l'ennemi, vous vous êtes révélés des traîtres, et reconnus vous-mêmes être des lâches. Dites-leur cela, et voyez si vous n'êtes pas rejeté hors leur présence à l'instar de certains de lépreux détestables, et méprisés, détestés, en abhorrés, par ceux dont vous avez honteusement trahi ; vous vous promènerez à la surface de la terre avec la marque du « lâche », du « traître », de façon indélébile gravé sur votre front, et à la fin sombrez dans une tombe déshonorée, impleurée, abandonnée, laissant derrière elle comme héritage à votre postérité le mépris et le dédain de tout honnête homme et femme vertueuse sur la terre. »

Le discours de Johnson semble avoir fonctionné là où les menaces avaient échoué, et les Marylanders se rallient aux couleurs régimentaires, s'emparant de leurs armes et criant « menez nous à l'ennemi et nous allons vous prouver que nous ne sommes pas des lâches ».

### Bataille de Front Royal
Lors de la bataille de Front Royal, le 23 mai 1862, le 1st Maryland est lancé dans la bataille contre leurs compatriotes Marylanders,  du 1st Maryland Infantry de l'Union. C'est la seule fois dans l'histoire de l'armée des États-Unis que deux régiments avec la même désignation et du même État sont engagés les uns contre les autres dans une bataille. Après des heures de combat désespéré, les sudistes sortent victorieux. Lorsque les prisonniers sont pris, beaucoup d'hommes reconnaissent des anciens amis et de la famille. Selon Goldsborough :

« presque tous ont reconnu de vieux amis et des connaissances, qu'ils ont accueilli cordialement, et partagé avec eux, les rations qui venaient de changer de mains. »

Parmi les prisonniers se trouve Charles Goldsborough, capturé par son frère, William Goldsborough, qui écrira l'histoire de la ligne du Maryland de l'armée confédérée.

### Bataille de Winchester
Deux jours plus tard, le 25 mai 1862, le 1st Maryland combat de nouveau lors de la première bataille de Winchester, une autre victoire confédérée. Après la bataille, le colonel Johnson, qui est décrit par Goldsborough comme « l'un des plus beaux hommes du First Maryland », est le récipiendaire de quelques attentions féminines pas entièrement bienvenues :

« étant descendu de son cheval dans un moment spontané, [le colonel Johnson] est aperçu et remarqué par une vieille dame aux proportions amazoniennes, venant juste de se laver, qui, en essuyant ses mains et sa bouche sur son tablier comme elle s'approchait, l'a saisi autour du cou avec l'étreinte d'un ours brun, et lui a donné une demi-douzaine de baisers qui ont été entendus par presque tous les hommes dans le commandement, et lorsqu'enfin elle relâcha sa prise, le colonel semblait sortir d'un bain de vapeur. »

### Bataille de Cross Keys
L'unité participe de nouveau à une action lors de la bataille de la Cross Keys le 8 juin, où le 1st Maryland est placé sur la gauche du général Ewell, resistant avec succès à trois assauts les troupes fédérales. À Cross Keys, George H. Steuart est gravement blessé à l'épaule par de la mitraille, et doit être transporté hors du champ de bataille. Une balle d'une boîte à mitraille le frappe à l'épaule et lui casse la clavicule, provoquant une « plaie horrible ». La blessure ne guérit pas bien, et ne commence à s'améliorer qu'à partir du moment où la balle est enlevée lors d'une opération chirurgicale en août. Cela l'empêche de retourner sur le terrain pendant presque une année entière, jusqu'en mai 1863. Le lendemain, le régiment participe à la bataille de Port Republic(p411),.

### Campagne de la Péninsule
Le 26 juin, le 1st Maryland combat lors de la bataille de Gaines' Mill où le régiment attend un assaut de l'infanterie fédérale jusqu'à ce que l'artillerie légère de Baltimore soit mise en place pour déloger les troupes fédérales. Il participe à une action le lendemain où il fait partie d'une attaque qui capture un certain nombre de canons, d'armes et de nombreux prisonniers.
Le régiment participe aux combats le 1er juillet 1862 à la bataille de Malvern Hill, cette fois, une victoire unioniste. Le régiment est en réserve, mais subit encore de lourdes pertes sous les barrages lourds de l'artillerie fédérale. Le 2 juillet, il repousse une attaque fédérale de cavalerie lors d'une brève escarmouche.

### Demantèlement
À la fin de l'été, la capitale sudiste de Richmond, en Virginie est considérée comme sauvée de l'attaque fédérale, et le terme du régiment d'une année de service ayant expiré, il est rapidement démantelé. La compagnie A est affectée à un service d'escorte, apportant les prisonnier du général Jackson à Richmond, et peu de temps après cela, elle est libérée du service. Le 17 août, le reste du régiment est également démantelé à Gordonsville, en Virginie. En septembre 1862, l'ancien commandant du régiment, le colonel Bradley Tyler Johnson, et de nombreux membres de son état-major, se retrouvant sans commandement, offrent leurs services au général « Stonewall Jackson ».
Cependant, les soldats du régiment dissout se retrouvent dans une situation précaire, étant dans l'impossibilité de retourner chez eux dans le Maryland occupé par l'Union, ayant été effectivement engagés en faveur de la Confédération pendant la durée de la guerre. Avec peu de choix autre que de poursuivre le combat, beaucoup rejoignent d'autres unités de l'artillerie, ou de cavalerie, tandis que les autres attendent de former un nouveau régiment d'infanterie du Maryland, qui va devenir le 2nd Maryland Infantry, CSA , afin de le distinguer du premier régiment. Le nouveau régiment subira de telles pertes au cours de la guerre que, à l'époque de la reddition du général Robert E. Lee à Appomattox court House, le 9 avril 1865, il ne reste qu'environ quarante hommes.